# Смелянский, Анатолий Миронович
Анато́лий Миро́нович Смеля́нский (фамилия при рождении — Альтшу́лер; род. 13 декабря 1942, Горький, СССР) — советский и российский театральный критик, историк театра, театральный педагог. Доктор искусствоведения. Заслуженный деятель искусств Российской Федерации (1993), лауреат Государственной премии Российской Федерации (2003).

## Биография
Родился в Горьком, рос младшим (шестым) ребёнком в семье Мирона Борисовича Альтшулера (1893—1959) и Цили Львовны Альтшулер (1901—1977), родом из Белоруссии. После окончания восьми классов средней школы учился в студии при Горьковском ТЮЗе и даже был занят в некоторых спектаклях театра, но после смерти отца студию пришлось покинуть.
Поступив на завод «Металлист» учеником строгальщика, одновременно учился в вечерней школе и, окончив её, в 1960 году отправился в Москву поступать в Школу-студию МХАТ. Но принят не был и, вернувшись в Горький, в том же году поступил на историко-филологический факультет Педагогического института им. Горького, который окончил в 1965 году.
По окончании института Смелянский недолгое время преподавал русский язык и литературу в средней школе. В 1966 году был приглашён в Горьковский ТЮЗ в качестве заведующего литературной частью. Одновременно начал преподавать в Горьковском театральном училище историю русского театра, изучать которую Смелянскому пришлось параллельно преподаванию. Тогда же, в конце 60-х, он начал публиковаться в печати как театральный критик, в том числе и в Москве — в журнале «Театр».
В 1972 году в Институте искусствознания Смелянский защитил кандидатскую диссертацию по творчеству М. Булгакова (оппонентами были Марианна Строева и Александр Караганов). В 1975 году он был приглашён в Москву на работу заведующим литературной частью Центрального театра Советской Армии, а в 1980 году — на аналогичный пост во МХАТ. С 1975 года работал научным сотрудником в Институте искусствознания. С этого времени судьба Анатолия Смелянского (после переезда в Москву начал публиковаться под фамилией жены — Татьяны Смелянской) была связана с Художественным театром; после раскола МХАТа в 1987 году он стал помощником, а в 1997 году — 1-м заместителем художественного руководителя МХТ им. А. П. Чехова; этот пост Смелянский занимал до марта 2018 г..
В июне 1986 года в Институте искусствознания Смелянский защитил докторскую диссертацию «Интерпретация русской классики на сцене современного театра», основой для которой послужила его первая книга — «Наши собеседники. Русская классическая драматургия на сцене советского театра семидесятых годов», изданная ещё в 1981 году.
В середине 90-х годов Смелянский организовал и с тех пор возглавляет издательство «Московский Художественный театр».

### Преподавательская деятельность
Анатолий Смелянский уделяет много внимания преподавательской деятельности: с 1987 года был проректором Школы-студии МХАТ по научной работе; в 2000 году стал её ректором, покинул этот пост по собственному желанию и был выбран Президентом Школы в 2013 году.
Педагогическую деятельность он ведёт не только в России, но и за рубежом: преподавал в десятках университетов, в том числе Гарвардском, Йельском, Сорбонне, Оксфорде. С начала 90-х Смелянский преподаёт историю театра в Летней Школе Станиславского в США, а также руководит совместной аспирантской программой, созданной Школой-студией МХАТ и Американским репертуарным театром при Гарвардском университете.

## Творчество
Анатолий Смелянский является автором многочисленных статей (более 400) и книг о русском театре. Одним из первых, ещё в студенческие годы, он начал заниматься творчеством Михаила Булгакова, и в 1986 году вышла его книга «Михаил Булгаков в Художественном театре», в 1993 году изданная на английском языке под названием Is Comrade Bulgakov Dead?.
В издательстве «Московский Художественный театр» под редакцией Смелянского вышел двухтомник «Московский Художественный театр. 100 лет» и ряд других книг; он является главным редактором и нового собрания сочинений К. С. Станиславского в 9 томах.
С 1997 года Смелянский активно сотрудничает с телеканалом «Культура». Важнейшие циклы программ — «Тайны портретного фойе», «Михаил Булгаков. Чёрный снег», «Театральный лицей», «Растущий смысл» (2006), «Сквозное действие» (2007), «Михаил Чехов. Чувство целого» (2009) и «Предлагаемые обстоятельства», за которую он в 2005 году был удостоен национальной телевизионной премии «ТЭФИ». К 150-летию со дня рождения А. П. Чехова Смелянский подготовил цикл передач о театре Чехова в ХХ и XXI веке «Живёшь в таком климате…» (2010), к 75-летию О. П. Табакова — «Олег Табаков. В поисках радости. (Театральная повесть в пяти вечерах)» (2011), за которую он был удостоен ещё одной национальной телевизионной премии «ТЭФИ», «Мхатчики. Театр времён Олег Ефремова» (2012), «Константин Станиславский. После моей жизни в искусстве» (2013), «Силуэты» (2013).

## Семья
- Жена — Татьяна Николаевна Смелянская (род. 1942), выпускница исторического отделения историко-филологического факультета Горьковского педагогического института, кандидат философских наук («Проблема генезиса социальных теорий», 1974).
  - Дочь — Юлия Анатольевна Смелянская (род. 1970), выпускница отделения истории искусств МГУ и аспирантуры Йельского университета[11].

## Награды и звания
- Заслуженный деятель искусств Российской Федерации (14 июля 1993 года) — за заслуги в области театрального искусства[12]
- Орден Почёта (1 апреля 1999 года) — за заслуги в области культуры и искусства, большой вклад в укрепление дружбы и сотрудничества между народами, многолетнюю плодотворную работу[13]
- Орден «За заслуги перед Отечеством» IV степени (30 января 2003 года) — за большой вклад в развитие отечественного искусства[14].
- Премия Международного фонда К. С. Станиславского (2003)[8]
- Государственная премия РФ (2004) — за публикацию наследия основателей Художественного театра[8]
- Национальная телевизионная премия «ТЭФИ» (2005) — за авторскую программу «Предлагаемые обстоятельства», созданную для телеканала «Культура»[8]
- Орден «За заслуги перед Отечеством» III степени (12 июня 2008 года) — за большой вклад в развитие театрального искусства, активную научно-педагогическую и просветительскую деятельность[15]
- Премия «Триумф» (2009)[8]
- Национальная телевизионная премия «ТЭФИ» (2010) — за авторскую программу «Олег Табаков. В поисках радости», созданную для телеканала «Культура»[8]
- Премия Правительства Российской Федерации в области культуры и искусства (2012)
- Офицер ордена Искусств и литературы (2013, Франция)[16]
- Национальная телевизионная премия «ТЕЛЕГРАНД» (2014) — за значительный вклад в создание телепрограмм о культуре и высокое профессиональное мастерство
- Благодарность Президента Российской Федерации (29 июня 2018 года) — за заслуги в развитии отечественной культуры и искусства, многолетнюю плодотворную деятельность[17]
- Национальная театральная премия «Золотая маска» (2019) — за выдающийся вклад в развитие театрального искусства[18]

## Документальное кино
| Год  | Название                                                              | Режиссёр            | К-во передач | Примечания                                                                                                |
| ---- | --------------------------------------------------------------------- | ------------------- | ------------ | --- |
| 1998 | Тайны портретного фойе                                                | Виталий Максимов    | 6            | К 110-летию Московского Художественного театра                                                            |
| 2001 | Михаил Булгаков. Чёрный снег                                          | Виталий Максимов    | 15           | Жизнь и театральный путь Михаила Булгакова                                                                |
| 2003 | Театральный лицей                                                     | Ирина Коваленко     | 10           | К 60-летию школы-студии МХАТа                                                                             |
| 2005 | Предлагаемые обстоятельства                                           | Борис Хлебников     | 12           | О судьбе русского театра в предлагаемых обстоятельствах XX века                                           |
| 2006 | Растущий смысл                                                        | Андрей Торстенсен   | 12           | Цикл посвящён загадочному феномену литературного и театрального текста                                    |
| 2008 | Сквозное действие                                                     | Алексей Шемятовский | 12           | О русском театре XX века                                                                                  |
| 2009 | Михаил Чехов. Чувство целого                                          | Алексей Шемятовский | 9            | Об актёре, основателе МХАТа-2 Михаиле Чехове                                                              |
| 2010 | Живёшь в таком климате…                                               | Алексей Шемятовский | 4            | Цикл посвящён пьесам и театру Антона Чехова                                                               |
| 2010 | Олег Табаков. В поисках радости. (Театральная повесть в пяти вечерах) | Алексей Шемятовский | 5            | Об актере Олеге Табакове                                                                                  |
| 2012 | Мхатчики. Театр времён Олег Ефремова                                  | Алексей Шемятовский | 8            | Об актёрах МХАТа                                                                                          |
| 2013 | Константин Станиславский. После моей жизни в искусстве                | Алексей Шемятовский | 5            | К 150-летию со дня рождения Константина Станиславского                                                    |
| 2013 | Силуэты                                                               | Алексей Шемятовский | 4            | Михаил Ульянов, Петр Фоменко, Михаил Козаков                                                              |
| 2014 | Лев Додин. Автор театра                                               | Алексей Шемятовский | 4            | Лев Додин и Анатолий Смелянский                                                                           |
| 2017 | Юрий Любимов. Это моя свобода …                                       | Алексей Шемятовский | 2            | К 100-летию режиссера Юрия Любимова                                                                       |
| 2019 | Изобретение пространства.                                             | Алексей Шемятовский | 3            | Портреты трех выдающихся театральных ходожников России — Эдуард Кочергин, Сергей Бархин, Давид Боровский. |